# District de Dresde
Pour le district de la RDA, voir District de Dresde (RDA).
Le district de Dresde (en allemand Direktionsbezirk Dresden) était une des trois circonscriptions allemandes (Direktionsbezirke, autrefois Regierungsbezirke) du land de Saxe.
Son chef-lieu était Dresde.

## Situation géographique
Le district était limitrophe du Brandebourg (au nord), du district de Leipzig (à l'ést), du district de Chemnitz (au sud-ouest), de la Pologne (à l'est, Voïvodies de Lubusz et de Basse-Silésie) et de la République tchèque (au sud, régions de Liberec et d'Ústí nad Labem). 
Paysages : 
Cours d'eau : 

## Histoire
Le district, appelé Regierungsbezirk Dresden, est créé le 1er janvier 1991 par décision du gouvernement saxon du 27 novembre 1990 en comprenant largement le territoire du district de Dresde de la RDA. Il est renommé Direktionsbezirk Dresden le 1er août 2008. Il est dissous le 1er mars 2012 et intégré à la Landesdirektion Sachsen.

## Administration territoriale
Depuis la réforme des arrondissements de Saxe de 2008, le district comprend 4 arrondissements et une ville-arrondissement.

### Arrondissements
1. Arrondissement de Bautzen (chef-lieu Bautzen)
2. Arrondissement de Görlitz (chef-lieu Görlitz)
3. Arrondissement de Meissen (chef-lieu Meissen)
4. Arrondissement de Suisse-Saxonne-Monts-Métallifères-de-l'Est (Sächsische Schweiz-Osterzgebirge) (chef-lieu Pirna)

### Ville-arrondissement
1. Dresde : 1 commune